# ريك ميرسر
ريك ميرسر هو منتج تلفزيوني وكاتب ومدون وكاتب سيناريو ومؤلف ومقدم تلفزيوني وممثل كندي، ولد في 17 أكتوبر 1969 بسانت جونز في كندا. من الجوائز التي نالها Canadian Screen Award for Best Comedy Series ‏ سنة 2009 وCanadian Screen Award for Best Comedy Series ‏ سنة 2011.

## أعمال

### أفلام
- (2013) تي إس سبيفيت الصغير والخارق للعادة[20][21]

## جوائز وترشيحات
جوائز
- Canadian Screen Award for Best Comedy Series [الإنجليزية]‏ (2009)
- Canadian Screen Award for Best Comedy Series [الإنجليزية]‏ (2011)

ترشيحات
- Canadian Screen Award for Best Comedy Series [الإنجليزية]‏ (2006)
- Canadian Screen Award for Best Comedy Series [الإنجليزية]‏ (2010)

## وصلات خارجية
- ريك ميرسر على موقع IMDb (الإنجليزية)
- ريك ميرسر على موقع الموسوعة البريطانية (الإنجليزية)
- ريك ميرسر على موقع ألو سيني (الفرنسية)
- ريك ميرسر على موقع ميوزك برينز (الإنجليزية)
- ريك ميرسر على موقع أول موفي (الإنجليزية)
- ريك ميرسر على موقع إن إن دي بي (الإنجليزية)
- ريك ميرسر على موقع قاعدة بيانات الفيلم (الإنجليزية)
- ريك ميرسر على موقع كينوبويسك (الروسية)